# Akkoord van Białowieża

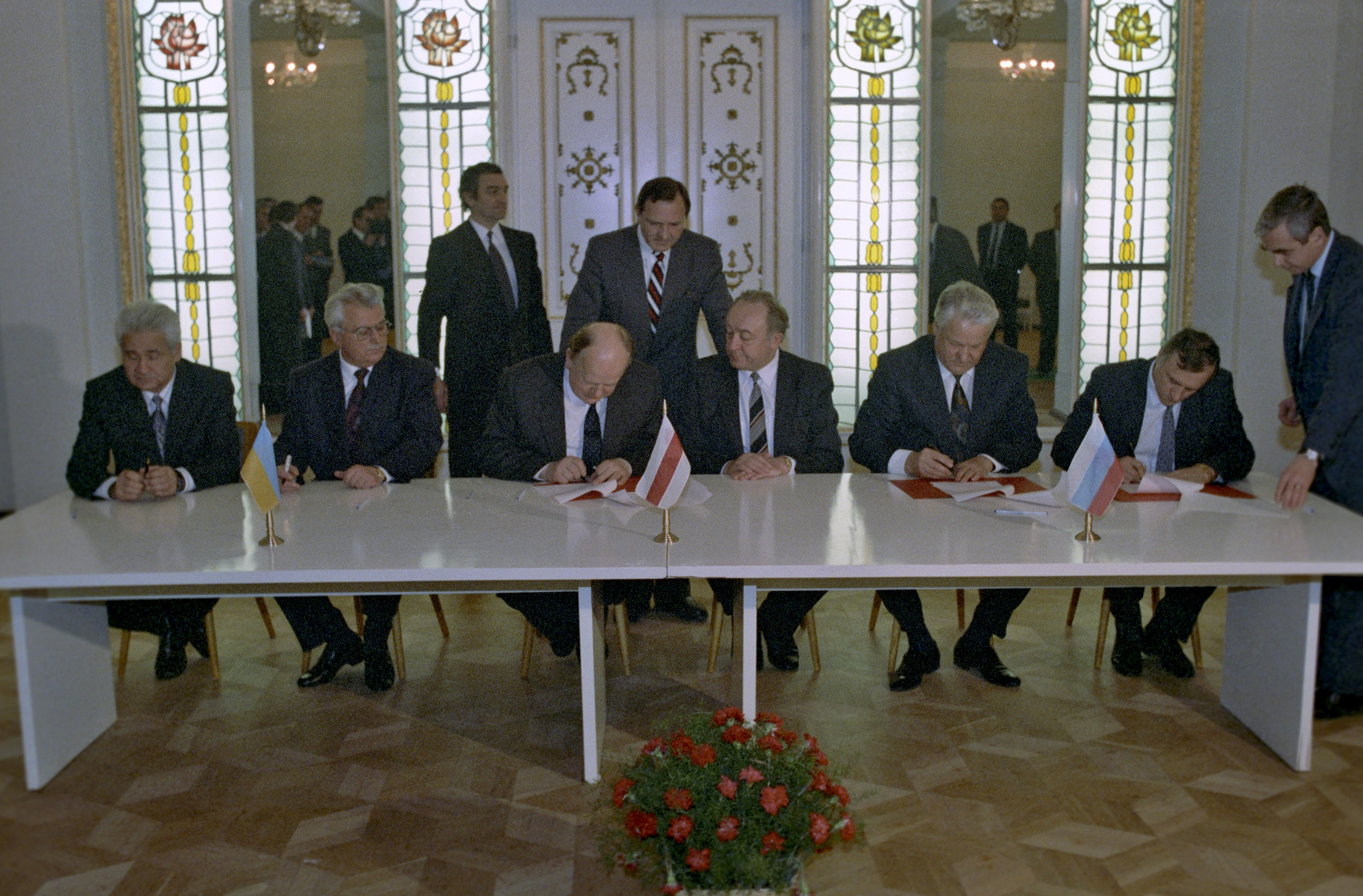
De ondertekening van het akkoord in Viskuly in het woud van Białowieża

Het Akkoord van Białowieża (Russisch: Беловежские соглашения, Wit-Russisch: Белавежскія пагадненні, Oekraïens: Біловезькі угоди) werd op 8 december 1991 ondertekend door de leiders van Rusland (Boris Jeltsin), Oekraïne (Leonid Kravtsjoek) en Wit-Rusland (Stanislaw Sjoesjkevitsj). Dit betekende formeel het einde van de Sovjet-Unie en het begin van het Gemenebest van Onafhankelijke Staten (GOS). Het verdrag erkende de soevereiniteit van elke deelnemende staat.
Dit akkoord markeert ook het einde van een periode van chaos in de Sovjet-Unie die heerste nadat in vrijwel alle deelstaten revoluties waren uitgebroken.
Het akkoord tussen de drie ministers-presidenten werd ondertekend in een staats-datsja aan de rand van het Woud van Białowieża, aan de Pools-Wit-Russische grens.
Op 21 december 1991 ondertekenden ook Azerbeidzjan, Armenië, Kazachstan, Kirgizië, Moldavië, Oezbekistan, Tadzjikistan en Turkmenistan dit verdrag, ook bekend als het Alma-Ata Protocol, genoemd naar de stad in Kazachstan. Hier werd ook overeengekomen dat Minsk het hoofdkwartier zou gaan vormen van het GOS.
In 2013 werd bekend dat de oorspronkelijke opheffingsakte was zoekgeraakt, oud-lidstaten hebben alleen nog kopieën van het Akkoord van Minsk.